# هنر نائیف

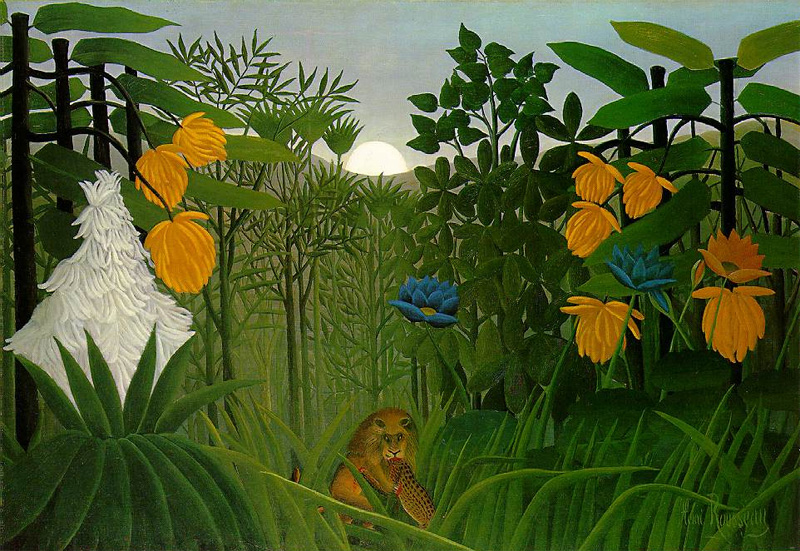
ضیافت شیر اثر آنری روسو نمونه‌ای از هنر نائیف.

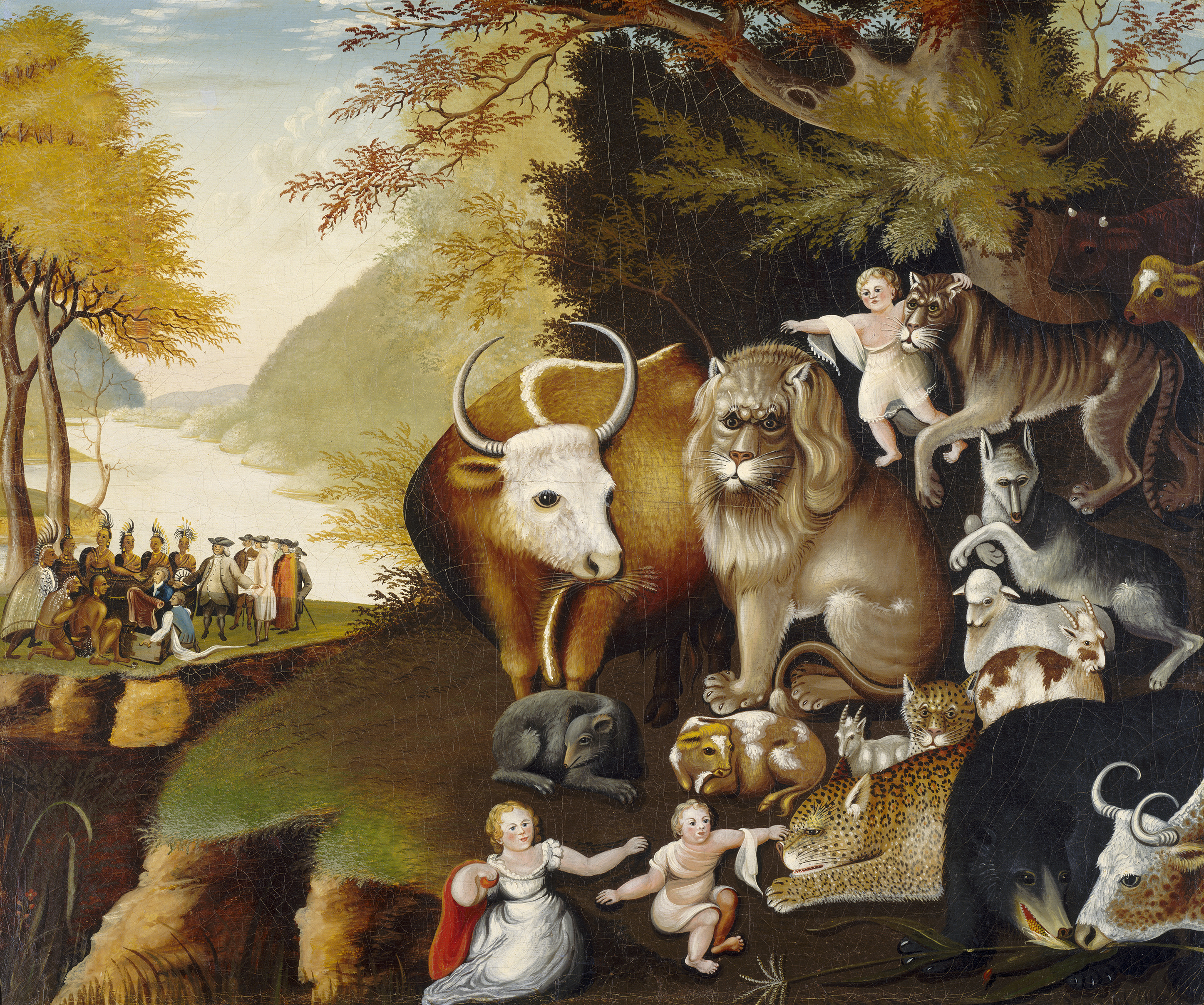
عصر ظهور، نام مجموعه نقاشی‌هایی در ژانر هنر نائیف از ادوارد هیکس، نقاش آمریکایی است. این اثر در حوالی سال ۱۸۳۴ میلادی خلق شد و اکنون در مالکیت نگارخانه ملی هنر آمریکا قرار دارد.

هنر نائیف یا هنر بدوی (فرانسوی: Art Naïf‎) به آثاری گفته می‌شود که هنرمندان خودآموخته و بدون تحصیلات دانشگاهی در زمینه هنر خلق می‌کنند. این هنرمندان با وجود آشنایی با اصول و قواعد هنر کلاسیک، مانند ژرفانمایی، به صورت غریزی و با بیانی ساده و کودکانه به خلق اثر می‌پردازند.
در این نوع از هنر که «هنر ساده» نیز نامیده شده، اثر، بر اساس نگاه هنرمند به پیرامون خود، و نه بر مدار آکادمیک شکل می‌گیرد. ژرفانمایی، کالبدنگاری و رنگ‌گذاری بدوی و ابتدایی بوده و ضوابط مکتبی در این آثار پررنگ نیست.
یکی از نقاشان برجسته هنر نائیف، آنری روسو، نقاش فرانسوی بود که توسط پابلو پیکاسو کشف شد. آثار روسو با سادگی، صراحت و استفاده از رنگ‌های درخشان شناخته می‌شوند.
با وجود شباهت‌هایی که بین هنر نائیف و هنر خام (آثار هنرمندان خودآموخته و به دور از جریان اصلی هنر) وجود دارد، این دو مفهوم کاملاً یکسان نیستند. هنرمندان نائیف معمولاً با دنیای هنر حرفه‌ای در ارتباط هستند، در حالی که هنرمندان خام اغلب به صورت منزوی و بدون آگاهی از جریان‌های هنری روز فعالیت می‌کنند.
هنر نائیف با هنر عامیانه متفاوت است. هنر عامیانه (هنر فولکلور) ریشه در فرهنگ و سنت‌های خاص یک جامعه دارد، در حالی که هنر نائیف بیشتر بیانگر احساسات و برداشت‌های شخصی هنرمند است. به‌طور کلی، مرز بین هنر نائیف و هنر عامیانه چندان مشخص نیست. برخی معتقدند که هنر نائیف به آثار هنری مانند نقاشی و مجسمه اطلاق می‌شود، در حالی که هنر عامیانه شامل اشیاء کاربردی و صنایع دستی می‌شود. با این حال، این تمایز همیشه دقیق نیست و گاهی اوقات آثار هنری نائیف نیز می‌توانند کاربردی باشند.
اصطلاح «شهرستانی» نیز گاهی برای اشاره به آثاری به کار می‌رود که توسط هنرمندانی با آموزش آکادمیک خلق شده‌اند، اما به دلیل دوری از مراکز هنری و عدم آشنایی با سبک‌های روز، از نظر کیفیت و تکنیک پایین‌تر از آثار هنرمندان حرفه‌ای هستند.

## ویژگی‌ها
هنر نائیف اغلب به عنوان هنری حاشیه‌ای شناخته می‌شود که توسط افرادی بدون آموزش رسمی (یا با آموزش کم) یا مدرک هنری خلق می‌شود. در حالی که این موضوع قبل از قرن بیستم صادق بود، اکنون آموزشگاه‌هایی برای هنر نائیف وجود دارد. هنر نائیف اکنون یک ژانر هنری کاملاً شناخته شده است و در گالری‌های هنری سراسر جهان نمایش داده می‌شود.
خصوصیات هنر نائیف رابطهٔ نامأنوسی با ویژگی‌های رسمی نقاشی دارد، به خصوص اینکه به سه قانون ژرفانمایی (پرسپکتیو) (آن طور که توسط نقاشان مترقی رنسانس تعریف شده است) احترام نمی‌گذارد:
- کاهش اندازهٔ اشیاء متناسب با فاصله
- محو شدن رنگ‌ها با فاصله
- کاهش دقت جزئیات با فاصله

نتایج عبارتند از:
- جلوه‌های پرسپکتیو از نظر هندسی اشتباه (جنبهٔ ناشیانهٔ آثار، شباهت به نقاشی‌های کودکان یا نقاشی‌های قرون وسطایی، اما مقایسه در همین‌جا متوقف می‌شود)
- استفادهٔ زیاد از الگو، رنگ خام در تمام سطوح ترکیب، بدون کم‌رنگ شدن در پس‌زمینه
- دقت یکسان در جزئیات، از جمله جزئیات پس‌زمینه که باید محو شوند

سادگی به جای ظرافت، همه از نشانه‌های هنر نائیف هستند. با این حال، این سبک به قدری محبوب و قابل تشخیص شده است که بسیاری از نمونه‌های آن را می‌توان شبه‌نائیف نامید.
در حالی که هنر نائیف در حالت ایده‌آل به آثار هنرمندی اشاره دارد که تحصیلات رسمی در مدرسهٔ هنری یا دانشگاه نداشته است، برای مثال هانری روسو یا آلفرد والیس، هنر «شبه‌نائیف» یا «تقلبی نائیف» به آثار هنرمندی اشاره دارد که به شیوه‌ای تقلیدی‌تر یا خودآگاهانه‌تر کار می‌کند و آثار او را می‌توان بیشتر تقلیدی تا اصیل دانست.
با توجه به گسترش خودآموزی به عنوان شکلی از آموزش در دوران مدرن، بعید است که در هنرمندان معاصر ساده‌لوحیِ محض یافت شود. طبقه‌بندی‌های ساده‌انگارانه همیشه مورد استقبال هنرمندان زنده نیست، اما با شناخته شدن نشانه‌های مثبت، احتمالاً این موضوع تغییر خواهد کرد. اکنون موزه‌های اختصاص داده شده به هنر نائیف در کچکمت، مجارستان؛ کوواچیتسا، صربستان؛ ریگا؛ خائن (اسپانیا)؛ ریو دو ژانیرو، برزیل؛ موزه بین‌المللی هنر نائیف فرانسه و پاریس وجود دارد. نمونه‌هایی از هنرمندان زندهٔ انگلیسی‌زبان که سبک نائیف خود را تأیید می‌کنند عبارتند از: گری بانت، لایل کارباجال، گیب لانگ‌هولتز، جی‌جی میلز، باربارا اولسن، پین پروفیت، و آلن توماس.
«هنر بدوی» اصطلاح دیگری است که اغلب به هنر خلق شده توسط افراد بدون آموزش رسمی اطلاق می‌شود، اما از نظر تاریخی بیشتر به آثاری از فرهنگ‌های خاص اطلاق می‌گردد که توسط دانشگاهیان غربی به لحاظ اجتماعی یا تکنولوژیکی «بدوی» قضاوت شده‌اند، مانند هنر بومیان آمریکا، آفریقای سیاه یا جزایر اقیانوس آرام (به هنر قبیله‌ای مراجعه کنید). این نوع هنر از جنبش خودآگاه و الهام گرفته از «بدوی» یعنی بدوی‌گرایی متمایز است. اصطلاح دیگری که مرتبط با هنر نائیف (اما نه کاملاً مترادف آن) است، هنر عامیانه یا فولکلور است.
اصطلاحات «نائویسم» و «پریمیتویسم» (یا بدوی‌گرایی) نیز وجود دارند و معمولاً به نقاشان حرفه‌ای که به سبک هنر نائیف کار می‌کنند (مانند پل گوگن، میخائیل لاریونوف و پاول کله) اطلاق می‌شوند. 

## اصطلاح
در سال ۱۸۷۰، در شعر خود با عنوان "Au Cabaret-Vert, 5 heures du soir"، آرتور رمبو از کلمه "naïf" برای اشاره به بازنمایی‌های تصویری "ناشیانه" استفاده می‌کند: "من سوژه‌های بسیار ساده‌لوحانهٔ پرده‌های نگارین را بررسی کردم"، که شاید این مورد منشأ استفاده از کلمه "naïf" توسط گیوم آپولینر مدتی بعد باشد.

## جنبش‌ها
هیچ‌کس دقیقاً نمی‌داند که اولین هنرمندان نائیف چه زمانی در صحنه ظاهر شدند، زیرا از اولین جلوه‌های هنری تا روزهای «کلاسیک مدرن»، هنرمندان نائیف کاملاً ناخودآگاه نشانه‌های غیرقابل انکاری از فعالیت خلاقانهٔ خود را به ما منتقل کرده‌اند. به هر حال، می‌توان هنر نائیف را در نظر گرفت که از زمان انتشار کتاب Der Blaue Reiter (سوارکار آبی)، یک سالنامه در سال ۱۹۱۲، جایگاه «رسمی» را در تاریخ هنر قرن بیستم اشغال کرده است. واسیلی کاندینسکی و فرانتس مارک، که این سالنامه را منتشر کردند، ۶ نمونه از نقاشی‌های لو دوآنیه روسو (هانری روسو) را ارائه کردند و آنها را با نمونه‌های تصویری دیگر مقایسه کردند. با این حال، اکثر کارشناسان بر این باورند که سالی که هنر نائیف «کشف» شد، ۱۸۸۵ بود، زمانی که پل سینیاک، نقاش، متوجه استعدادهای هانری روسو شد و شروع به سازماندهی نمایشگاه‌هایی از آثار او در تعدادی از گالری‌های معتبر کرد. 

## نقاشان قلب مقدس
ویلهلم اوده، مجموعه‌دار و منتقد هنری آلمانی، به عنوان برگزارکنندهٔ اصلی اولین نمایشگاه هنر نائیف شناخته می‌شود که در سال ۱۹۲۸ در پاریس برگزار شد. شرکت‌کنندگان عبارت بودند از هانری روسو، آندره بوچان، کامیل بومبویس، سرافین لوئیس و لوئیس ویوین که در مجموع به عنوان نقاشان قلب مقدس شناخته می‌شوند.

## مکتب هلبین
اصطلاحی است که به نقاشان نائیف کروات که از حدود سال ۱۹۳۰ در روستا یا اطراف روستای هلبین، نزدیک مرز مجارستان، کار می‌کردند، اطلاق می‌شود. در این زمان، بر اساس «دایره‌المعارف جهانی هنر نائیف» (۱۹۸۴)، این روستا چیزی بیش از «چند خیابان پرپیچ و خم گلی و خانه‌های یک طبقه» نبود، اما محصول قابل توجهی از هنرمندان را تولید کرد به طوری که عملاً مترادف با نقاشی نائیف یوگسلاوی شد. 
هلبین یک شهر کوچک و زیبا در شمال کرواسی است که در دههٔ ۱۹۲۰ به بستری تبدیل شد که گروهی از دهقانان خودآموخته شروع به توسعه یک سبک نقاشی منحصر به فرد و تا حدودی انقلابی کردند. این کار توسط روشنفکران برجستهٔ آن زمان مانند آنتون گوستاو ماتوش، شاعر، و بزرگ‌ترین نام ادبیات کرواسی، میروسلاو کرلژا آغاز شد که خواستار یک سبک هنری ملی فردی بودند که مستقل از تأثیرات غربی باشد. این ایده‌ها توسط یک هنرمند مشهور اهل هلبین، کرستو هگدوشیچ، مطرح شد و او در سال ۱۹۳۰ مکتب هنری هلبین را در جستجوی «بیان هنری روستایی» ملی تأسیس کرد. 
ایوان جنرالیچ اولین استاد مکتب هلبین بود و اولین کسی بود که سبک شخصی متمایزی را توسعه داد و به سطح بالایی در هنر خود دست یافت.
پس از جنگ جهانی دوم، نسل بعدی نقاشان هلبین بیشتر بر روی تصویرسازی‌های تلطیف شده از زندگی روستایی برگرفته از تخیل تمرکز کردند. جنرالیچ همچنان چهرهٔ غالب بود و هنرمندان جوان‌تر، از جمله پسرش جوزپ جنرالیچ را تشویق می‌کرد.
مکتب هلبین با دوسالانهٔ ونیز در سال ۱۹۵۲ و نمایشگاه‌هایی در برزیل و بروکسل به پدیده‌ای جهانی تبدیل شد. 
برخی از شناخته‌شده‌ترین هنرمندان نائیف عبارتند از دراگان گازی، ایوان جنرالیچ، ماریا پریماشنکو، جوزپ جنرالیچ، کرستو هگدوشیچ، میجو کواچیچ، ایوان لاکوویچ-کرواتا، فرانجو مرز، ایوان وچناج و میرکو ویریوس.

## هنرمندان نائیف

### قرن نوزدهم
- آنری روسو (۱۸۴۴–۱۹۱۰)
- مادربزرگ موسی، انا مری رابرتسن (۱۸۶۰–۱۹۶۱)
- تئورا همبلت (۱۸۹۵–۱۹۷۷)

### قرن بیستم
- ماریا پریماشنکو (۱۹۰۸–۱۹۹۷) اکراین
- مکرمه قنبری (۱۹۲۸–۲۰۰۵) ایران
- دانیال جانستون (متولد ۱۹۶۱) آستین، تگزاس